# PGC 35998
LEDA/PGC 35998 ist eine Galaxie im Sternbild Großer Bär am Nordsternhimmel, die schätzungsweise 442 Millionen Lichtjahre von der Milchstraße entfernt ist.

Im selben Himmelsareal befinden sich u. a. die Galaxien NGC 3740 und NGC 3770.